# AMD 8088
L'AMD 8088 è un microprocessore prodotto da Advanced Micro Devices, compatibile con l'Intel 8088. L'azienda iniziò a produrre questo processore nel 1982 come supporto alla produzione di Intel su espressa richiesta di IBM, la quale stava lanciando il PC IBM e voleva ogni suo fornitore "coperto" da una seconda azienda.
Questo chip è costruito in ceramica e plastica ed è del tipo CISC (Complex instruction set computer) con registri a 16 bit e bus dati esterno a 8 bit. Disponibile con frequenza di clock da 4,77 MHz fino a 10 MHz. Necessita di una tensione di 5 V ed è composto da 29000 transistor, è dotato di 40 pin.